# Melissa Jefferson-Wooden
Melissa Jefferson-Wooden (* 21. Februar 2001 in Georgetown, South Carolina als Melissa Jefferson) ist eine US-amerikanische Sprinterin, die sich auf den 100-Meter-Lauf spezialisiert hat. 2022 und 2023 wurde sie mit der US-amerikanischen 4-mal-100-Meter-Staffel Weltmeisterin sowie 2024 Olympiasiegerin.

## Sportliche Laufbahn
Melissa Jefferson-Wooden studierte ab 2019 an der Coastal Carolina University und wurde 2022 NCAA-Collegemeisterin im 60-Meter-Lauf in der Halle. Im Juni desselben Jahres lief sie bei den US-amerikanischen Meisterschaften windunterstütze 10,69 s und sicherte sich damit den Titel. Zudem qualifizierte sie sich damit für die Weltmeisterschaften in Eugene, bei denen sie mit 11,03 s im Finale den achten Platz belegte. Zudem siegte sie mit der Staffel in 41,14 s im Finale gemeinsam mit Abby Steiner, Jenna Prandini und Twanisha Terry und setzte sich damit gegen die favorisierten Jamaikanerinnen durch. Im Jahr darauf kam sie bei den Weltmeisterschaften in Budapest mit der Staffel im Vorlauf zum Einsatz und trug damit erneut zum Gewinn der Goldmedaille bei. Bei den World Athletics Relays 2024 siegte sie in 41,85 s und anschließend siegte sie in 11,27 s über 100 Meter beim USATF Los Angeles Grand Prix. Im August gewann sie bei den Olympischen Spielen in Paris in 10,92 s im Finale die Bronzemedaille über 100 Meter hinter der Lucianerin Julien Alfred und ihrer Landsfrau Sha’Carri Richardson. Zudem siegte sie mit der Staffel in 41,78 s gemeinsam mit Twanisha Terry, Gabrielle Thomas und Sha’Carri Richardson.
Seit März 2025 startet sie unter dem Namen Jefferson-Wooden vor allem bei Rennen des Grand Slam Track. Ende Mai steigerte sie sich in Philadelphia über 200 Meter auf 21,99 s und über 100 Meter auf 10,73 s.
2022 wurde Jefferson-Wooden US-amerikanische Meisterin im 100-Meter-Lauf.

## Persönliche Bestzeiten
- 100 Meter: 10,73 s (+1,4 m/s), 1. Juni 2025 in Philadelphia
  - 60 Meter (Halle): 7,09 s, 12. März 2022 in Birmingham
- 200 Meter: 21,99 s (+1,1 m/s), 31. Mai 2025 in Philadelphia
  - 200 Meter (Halle): 23,34 s, 22. Januar 2022 in Columbia